# Westminster Bridge
Westminster Bridge är en gång- och bilväg över floden Themsen mellan Westminster och Lambeth. Den nuvarande bron, som öppnade 1862, är den andra bron som byggts på samma plats. Den ersatte en tidigare bro som öppnades 1750. Denna bro var dock oroväckande instabil, varför man byggde den nuvarande. Innan någon av dessa broar byggdes var London Bridge den enda bron över Themsen i centrala London. Det enda sättet att korsa floden på denna plats var med Lambeth Horseferry, men det tog tid och kunde vara riskfyllt när tidvattnet kom. 
Westminster Bridge är en järnbro med sju stycken valv med gotiska detaljer som är gjorda av Charles Barry (arkitekten till Westminsterpalatset). Den är 827 fot lång (cirka 275 meter) och 84 fot bred (cirka 28 meter).
Bron domineras av en grön färg, samma färg som läderstolarna har i House of Commons vilket ligger vid Houses of Parliment närmast bron.
Detta är en kontrast mot Lambeth Bridge som är röd, samma färg som stolarna i House of Lords som ligger på motsatt sida om Houses of Parliament.
Bron fungerar som en länk mellan Westminsterpalatset på den västra sidan om floden och County Hall och London Eye på den östra sidan. 
Composed Upon Westminster Bridge är en dikt av William Wordsworth.